# Conagher
 (mai 2023).
Si vous disposez d'ouvrages ou d'articles de référence ou si vous connaissez des sites web de qualité traitant du thème abordé ici, merci de compléter l'article en donnant les références utiles à sa vérifiabilité et en les liant à la section « Notes et références ».
Conagher est un film western américain de 1991 réalisé par Reynaldo Villalobos (en) pour la télévision adapté du roman de Louis L'Amour de 1969 du même nom coproduit et distribué par Turner Network Television .

## Synopsis
- Après un accident tragique, une femme seule avec deux enfants commence une amitié avec un cowboy rude mais honnête.

## Fiche technique
- Titre original : Conagher
- Réalisation : Reynaldo Villalobos
- Production : Reynaldo Villalobos, Sam Elliott
- adapté du roman de Louis L'Amour
- durée : 1h52

Tous publics lors de sa sortie à la télévision.

## Distribution
- Sam Elliott (VF : Marc de Georgi) : Conn Conagher
- Katharine Ross : Evie Teale
- Barry Corbin : Charlie McCloud

## Nominations
- Golden Globe du meilleur acteur dans une mini-série ou un téléfilm pour Sam Elliott
- Primetime Emmy Award du meilleur montage sonore pour une minisérie, un téléfilm ou un programme spécial pour Joseph Melody et Gary Macheel.